# Ernst Haffner
Pour les articles homonymes, voir Haffner.
Ernst Haffner est un écrivain, journaliste et travailleur social allemand né vers 1900 et mort après 1938.

## Biographie
On connaît très peu de choses de lui : il a été journaliste et travailleur social à Berlin entre 1925 et 1933 et, en 1932, il publie son unique roman, Jugend auf der Landstraße Berlin, édité par Bruno Cassirer, qui reçoit un vibrant accueil de Siegfried Kracauer dans la Frankfurter Zeitung. Un an plus tard, le livre est condamné par la Chambre de la littérature du Reich et est brûlé lors de l'autodafé de 1933.

## Un unique roman
Le livre raconte la vie d'une bande de jeunes allemands de l'entre-deux-guerres, dont le quotidien est fait de larcins, de prostitution, de recettes « à la petite semaine » pour survivre.
Il faudra attendre 2013 pour que les éditeurs et le public (re)découvrent cet auteur.
Son roman a été publié en 2013 en Allemagne sous le titre Blutsbrüder. Ein Berliner Cliquenroman, en France en 2014 sous le titre Entre frères de sang et aux États-Unis en 2015 sous le titre Blood Brothers.